# Hyla javana
Hyla javana – kwestionowany gatunek płaza bezogonowego z rodziny rzekotkowatych (Hylidae).

## Taksonomia
Większość specjalistów kwestionuje istnienie takiego gatunku. Nie wymienia go ITIS, został on też usunięty z Czerwonej księdze gatunków zagrożonych IUCN. Nazwę uznaje się nieraz za nomen dubium. Gatunek umiejscawiano też w obrębie rodzaju Litoria, do której zaliczają się głównie australorzekotki zamieszkujące kontynent australijski i wyspy Indonezji. Rodzaj ten należy jednak do podrodziny Pelodryadinae, podczas gdy rzekotki z rodzaju Hyla należą do podrodziny Hylinae. W bazie „Amphibian Species of the World” Hyla javana wymieniony jest w grupie nomina inquirenda, czyli taksonów nieprzypisanych do żadnej żyjącej bądź wymarłej populacji.

## Występowanie
Dokładny zasięg występowania tego stworzenia nie został jeszcze poznany przez naukę. Płaza spotkano w jego lokalizacji typowej, którą jest Jawa. Znalezione tam zwierzę opisano w roku 1926, natomiast w ostatnim roku tego samego wieku Iskandar i Colijn zakwestionowali powyższą informację.

## Status
Z powodu braku informacji niemożliwe jest określenie statusu zwierzęcia, jego liczebności ani trendu populacyjnego. Nigdy nie zaobserwowano jego bytności w żadnym rejonie podlegającym ochronie prawnej.